# Anakonda żółta
Anakonda żółta, anakonda paragwajska, anakonda południowa (Eunectes notaeus) – gatunek węża z rodziny dusicielowatych (Boidae), występujący w Ameryce Południowej. Mniejszy krewniak anakondy zielonej. Podobnie jak inne anakondy, jest gatunkiem ziemnowodnym.

## Zasięg występowania
Anakonda żółta występuje w Ameryce Południowej – w północno-wschodniej Argentynie, południowo-zachodniej Brazylii, Boliwii, Paragwaju i Urugwaju.

## Charakterystyka
Dość masywny wąż. Głowa wąska, słabo wyodrębniona od reszty ciała. Oczy i nozdrza umiejscowione stosunkowo wysoko na głowie, co jest przystosowaniem do ziemnowodnego trybu życia.
Ciało węża jest żółte z czarnymi, owalnymi plamami. Wielkość anakondy żółtej sięga ok. 3,5 m (według niektórych źródeł czasem 4 m). Obecnie coraz częściej hodowany w terrariach gdzie osiąga ok. 3 m i rzadko ten rozmiar przekracza. Gatunek ten jest podobny do Eunectes deschauenseei.

## Pożywienie i polowanie
Jak u reszty dusicieli polowanie polega na pochwyceniu ofiary uzębionym pyskiem i owinięciu się wokół niej splotami własnego ciała. Śmierć ofiary następuje najczęściej w wyniku utopienia z racji tego, że wąż jest biernym łowcą i najczęściej poluje, leżąc w wodzie i czekając na ofiarę. Żywi się głównie rybami, ptakami i mniejszymi ssakami.